# Ута Баварская
Ута (Ита; нем. Uta, Ita; VII век) — дочь герцога Баварии Теодона I из династии Агилольфингов.

## Биография

### Происхождение
Основным повествующем о Уте историческим источником является житие святого Эммерама, написанное около 772 года Арибо Фрайзингским. Также предполагается, что сведения о жизни Уты содержатся в «Истории лангобардов» Павла Диакона.

### Свидетельства «Жития Эммерама»
Согласно «Житию Эммерама», отцом Уты был правитель Баварии Теодон I, а матерью — Глейснот. Во второй половине VII века Ута проживала в герцогской резиденции своего отца, находившейся в Регенсбурге. Здесь же жил, проповедуя христианство среди бавар, и святой Эммерам. Когда Ута забеременела от Сигипальда, одного из придворных, она, опасаясь гнева отца, обратилась за помощью к Эммераму. Тот посоветовал ей в случае необходимости сказать, что он является отцом её будущего ребёнка. Святой надеялся, что слава о его благочестии не даст Теодону I поступить жестоко ни с дочерью, ни с тем, кто её обесчестил. Вскоре после этого Эммерам отправился в паломничество в Рим. Тогда же баварскому герцогу от Уты стало известно, что отцом её ребёнка, якобы, был уехавший проповедник. Желая отомстить за бесчестие Уты, её брат Лантперт догнал Эммерама на пути и подверг святого жестоким пытками, от которых тот вскоре скончался. На этом свидетельства о Уте в житии заканчиваются.
Неизвестно, насколько факты, приводимые Арибо Фрайзингским, соответствуют исторической действительности. Предполагается, что бо́льшая часть содержащихся в житии сведений о гибели Эммерама носит легендарный характер. Вероятно, Арибо соединил в своём труде достоверные сведения о ситуации в Баварии второй половины VII века с малоправдоподобными преданиями о мученичестве святого и сотворённых тем чудесах.

### Свидетельства «Истории лангобардов» Павла Диакона
Ряд историков отождествляет Уту с упоминающейся в «Истории лангобардов» Павла Диакона Итой. Согласно этому историку, находившаяся в заключении Ита была взята в жёны герцогом Беневенто Гримоальдом I, ставшим позднее королём лангобардов. В этом браке родились трое детей: сын Ромуальд и две дочери, одна из которых умерла около 672 года на Сицилии в плену у византийцев, а другая, имя которой неизвестно, в 663 году стала супругой герцога Сполето Тразимунда I.
Сторонники достоверности брака Гримоальда с дочерью герцога Теодона I считают, что после гибели Эммерама та в наказание за прелюбодеяние была выслана отцом в Италию. Убийство святого, в соответствии с «Анналами герцогов Баварии», ими датируется 652 годом. Однако предположение о тождестве Уты и Иты противоречит данным других источников, согласно которым, убийство Эммерама произошло в последней трети VII века, а супруга короля Гримоальда была родом из знатной лангобардской семьи.